# Die Insel der 30 Tode
Die Insel der 30 Tode (Alternativtitel: Die Insel der dreißig Tode, Originaltitel: L’île aux trente cercueils) aus dem Jahr 1979 ist die Verfilmung des Romans Die Insel der 30 Särge von Maurice Leblanc durch Marcel Cravenne als Fernsehsechsteiler mit Claude Jade als Véronique d’Hergemont. Als diese verschlägt es sie auf eine unheimliche Insel, deren Bewohner dem Tode geweiht sind. Truffaut-Heldin Claude Jade stellt sich in dieser Rolle einem scheinbar aussichtslosen Kampf gegen die Prophezeiungen einer Katastrophe.

## Kurzbeschreibung
Frankreich 1917: Die junge Krankenschwester Véronique (Claude Jade) hat sich 14 Jahre vor einem Mann versteckt, der Unglück in ihr Leben brachte. Sie entdeckt in einem Kinofilm ihre eigenen Initialen an einer Holzhütte. Sie macht sich auf die Suche nach der eigenen Vergangenheit und landet auf der Insel Sarek, genannt „die Insel der dreißig Särge“, in der Bretagne. Dort angekommen, merkt sie schnell, dass etwas nicht stimmt. Die Bewohner benehmen sich allesamt seltsam und leben in ständiger Angst vor einer dunklen Macht. Ein furchteinflößender Fluch lastet auf der Insel und fordert seine Opfer. Véronique soll die Nächste sein…

## Inhalt
Der Film spielt im Jahr 1917. Im Militärhospital von Besançon erhält Krankenschwester Véronique Besuch von einem Offizier, der ihr erklärt, dass der von Wölfen angefressene Leichnam ihres Gatten Alexis Vorski gefunden wurde. Vorski habe nach Auskunft des Offiziers für die Deutschen spioniert. Véronique hatte sich 14 Jahre vor Vorski versteckt. In einem Kino entdeckt sie auf der Leinwand an einem Straßenwärterhäuschen ihre Initialen V d’ H. Von Neugier gepackt, reist Véronique an den Drehort in der Bretagne.
In Rückblenden erschließt sich die Vergangenheit Véroniques: Ihr Vater Antoine d’Hergemont war Professor an der Sorbonne. Véronique, umschwärmt von Philippe Maroux, dem Assistenten ihres Vaters, ist fasziniert vom Grafen Alexis Vorski und beginnt eine Affaire mit ihm. Als herauskommt, dass dieser ein Hochstapler ist, trennt sich Véronique. Doch Vorski entführt Véronique, die bereits schwanger ist. Sie heiratet Vorski und wird vom Vater verstoßen. Ein Jahr später entführt Véroniques Vater den kleinen François. Aus einem Zeitungsartikel erfährt Véronique, dass Großvater und Enkel bei einem Schiffsunglück ums Leben gekommen sind. Véronique flüchtet vor Vorski.
Am Drehort angekommen, findet Véronique in der Hütte einen Toten, dem die rechte Hand amputiert wurde. Neben dem Toten ein Zettel mit der Prophezeiung „Dreißig Särge für dreißig Opfer; Stein Gottes, der Leben oder Tod schenkt; vier Frauen am Kreuz“. Véronique folgt Hinweisen zu einer unheilvollen Katastrophe, die sie an die Küste führen. Dort wird sie von der alten Bretonin Honorine erkannt und auf die Insel Sarek gebracht, wo sie ihren Vater und ihren Sohn wiedertreffen soll. Doch als sie ankommt, hört sie Hilfeschreie ihres Vaters und sieht einen Jungen, der ihn erschießt. Sterbend verflucht Antoine d’Hergemont seinen Enkel François und fordert Véronique flehend auf, die Insel sofort zu verlassen.
Da mit der Ankunft Véroniques 30 Menschen auf der Insel sind, packen die abergläubischen Bewohner ihre Sachen und wollen die Insel verlassen. Véronique bleibt zurück, um sich um die verletzte und deshalb transportunfähige Honorine zu kümmern. Von einem Felsen müssen Véronique und Honorine hilflos mit ansehen, wie die Flüchtenden von einem Motorboot aus erschossen werden. Honorine erkennt in dem Schützen François. Sie verflucht Véronique als „Mutter des Ungeheuers“ und stürzt sich im Wahn von den Klippen ins Meer.
Véronique wähnt sich allein auf der Insel, auf der Blumen wachsen, die selbst als Margeriten Menschen überragen. Weitere grausige Ereignisse folgen. So findet sie die drei Schwestern Archignat, die allmählich dem Wahnsinn verfallen sind und kurz darauf grausam den Kreuzigungstod sterben. Der einzige Vertraute wird ihr der kleine Hund Aramis (im Roman Tout-va-bien bzw. Okay). Er führt sie in eine unterirdische Höhle, wo sie hinter einer Mauer die Stimme ihres Sohnes vernimmt. Véronique muss handeln und stellt sich der Gefahr: Sie begegnet ihrem Jugendfreund Philippe in einer Folterkammer à la Die Grube und das Pendel, muss einem tödlichen Zweikampf zweier Jungen beiwohnen und sie muss den Kampf aufnehmen mit scheinbar unheimlichen Wesen aus der Vorzeit.
Véronique wird ihrem Erzfeind Vorski, dem unehelichen Sohn Ludwigs II. wiederbegegnen. Dieser folgt einer mittelalterlichen Prophezeiung, nach der Abel im Angesicht der Mutter seinen Bruder Kain erschlagen soll. Im Film ist Pascal Sellier in seiner Doppelrolle maskiert und Claude Jade muss dem Schauspiel gefesselt zusehen. Da die Mutter Kains am Kreuz enden soll, tötet der Bigamist Vorski den Sohn aus der Ehe mit seiner zweiten Frau Elfriede. Insofern erfüllt sich die in der mittelalterlichen Prophezeiung angekündigte Auferstehung.
Der Gottesstein, nach dem Véronique sucht, erklärt sich mit einem aus Radium bestehenden Granitblock unterhalb der gigantischen Blumen.

### Synchron
In der deutschen Version sprechen Marina Köhler (für Claude Jade), Holger Schwiers (für Jean-Paul Zehnacker), Claus Brockmeyer (für Yves Beneyton), Philipp Brammer (für Pascal Sellier), Niels Clausnitzer (für Georges Marchal), Angelika Bender (für Julie Philippe) und Maddalena Kerrh (für Marie Mergey).

## Synchronisation
| Rolle                 | Darsteller          | Synchronsprecher    |
| --------------------- | ------------------- | ------------------- |
| Véronique d'Hergemont | Claude Jade         | Marina Köhler       |
| Alexis Vorski         | Jean-Paul Zehnacker | Holger Schwiers     |
| Philippe Maroux       | Yves Beneyton       | Claus Brockmeyer    |
| François / Éric       | Pascal Sellier      | Philipp Brammer     |
| Elfride               | Julie Philippe      | Angelika Bender     |
| Antoine d'Hergemont   | Georges Marchal     | Niels Clausnitzer   |
| Honorine              | Marie Mergey        | Maddalena Kerrh     |
| Otto                  | Peter Semler        | Torsten Münchow     |
| Conrad                | Jean-René Gossart   | Kai Taschner        |
| Gertrude Archignat    | Edith Perret        | Doris Gallart       |
| Clémence Archignat    | Perette Thevenon    | Ursula Traun        |
| Sidonie Archignat     | Dominique Marcas    | Alice Franz         |
| Corréjou              | Armand Babel        | Gernot Duda         |
| LeGoff                | Jean LeMouel        | Frank Muth          |
| Chefarzt              | Jean-Claude Jay     | Franz Rudnick       |
| Capitaine Lefore      | Jean Bollery        | Franz Rudnick       |
| Mutter Oberin         | Paula Dehelly       | Ilona Grandke       |
| Krankenschwester      | Martine Chopy       | Marion Sawatzki     |
| Krankenschwester      | Claudine Delvaux    | Maria Böhme         |
| Joseph                | Jean-Pierre Moreux  | Ulrich Frank        |
| Feldhüter             | Paul Rieger         | Alwin Joachim Meyer |
| Louise                | Brigitte Guhur      | Inge Solbrig        |
| Inselbewohner         | Christian Heliou    | Norbert Gastell     |
| Gastwirtin            | ???                 | Eva-Maria Lahl      |
| Soldat Lazarett       | Alain Guhur         | Manou Lubowski      |